# Corina Rodríguez López
Corina Rodríguez López (1895-1982) là một nhà giáo dục, nhà văn, nhà nữ quyền và nhà điêu khắc thỉnh thoảng người Costa Rica. Bà là người sáng lập của Casa del Niño và Liên đoàn Temperance của Costa Rica, đồng thời là một người theo chủ nghĩa nữ quyền và đấu tranh. Bà đã hai lần bị lưu đày vì sự thẳng thắn trong việc đối xử với phụ nữ và trẻ em và quan điểm chính trị của cô. Bà đã dạy học ở cả Costa Rica và Panama và viết bài cho các tờ báo và tạp chí chỉ trích cả chính sách chính trị quốc gia và quốc tế. Khi trở về từ nơi lưu vong ở Panama, bà làm công việc bảo vệ nhà ở cho các gia đình nghèo ở các khu phố phía nam của San José. Bà được giới thiệu vào Phòng trưng bày Phụ nữ Costa Rica năm 2007.

## Tiểu sử
Corina Rodríguez López sinh ngày 25 tháng 12 năm 1895  tại San Ramón, tỉnh Alajuela, Costa Rica  với Joaquín Rodríguez Rodríguez và Juana López Castro. Việc học tiểu học của bà đã được hoàn thành tại Trường nữ sinh trung tâm ở San Ramon. bà tham dự Colegio de Señoritas từ 1910 đến 1914 và sau đó là Escuela Bình thường từ 1914 đến 1915, tốt nghiệp làm giáo viên. Trong chính quyền đầu tiên của Ricardo Jiménez Oreamuno, bà đã thành lập Casa del Niño (Nhà của trẻ em) và đồng sáng lập Liên đoàn Nhiệt độ. Bà là người ủng hộ Alfredo González Flores và khi anh bị lật đổ khỏi văn phòng bởi một cuộc đảo chính, bà đã bị nhà độc tài Tinoco gửi đi lưu vong. bà đến Hoa Kỳ và đăng ký học đầu tiên tại Học viện Mount St. Mary ở Hạt Somerset, New Jersey, từ đó bà tốt nghiệp năm 1920 và sau đó đăng ký vào Đại học Tây Bắc ở Chicago, tốt nghiệp năm 1921  với bằng thạc sĩ tại tiếng Anh, giáo dục và tâm lý học.
Rodríguez trở lại Costa Rica và bắt đầu giảng dạy tại Escuela de Aplicación de Heredia, do Omar Dengo đạo diễn và sau đó tại Trường học bình thường, Liceo de Costa Rica, và là giám đốc của Trường học dành cho phụ nữ trẻ. bà bắt đầu viết và xuất bản nhiều tác phẩm trên các tờ báo, bao gồm các bài tiểu luận chính trị và phê bình văn học. Từ ít nhất là vào đầu năm 1922, bà đã xuất bản các bài báo trên tờ American Repertory chỉ trích việc đối xử với phụ nữ và trẻ em, bỏ rơi trẻ em, nghiện rượu, cũng như phân tích chính trị quốc tế. Bà cũng chỉ đạo Viện Kinh Thánh  và từng là giám đốc của Văn phòng Giáo dục Liên Mỹ. Năm 1923, Liga Women'sista Costarricense (LFC), tổ chức nữ quyền đầu tiên ở Costa Rica, được thành lập bởi Ángela Acuña Braun  và Rodríguez tham gia tổ chức. bà đã tham gia vào nhiều cuộc biểu tình của các cuộc biểu tình của liên minh với Acuña, Ana Rosa Chacón và Carmen Lyra. bà tiếp tục với nghề báo trong 16 năm trên nhiều tờ báo và tạp chí khác nhau  và năm 1929 đã xuất bản một tập thơ và sách liên quan đến các chủ đề xã hội.
Vào tháng 5 năm 1943, Rodríguez đã giúp tổ chức một cuộc diễu hành lớn nhất phản đối việc cải cách luật bầu cử cho Hội đồng Lập pháp. bà cũng đã tham dự Primer Congreso Interamericano de Mujeres tổ chức tại thành phố Guatemala, Guatemala vào năm 1947 với mục tiêu đẩy cho khu vực quyền bỏ phiếu, hòa bình, bình đẳng về chính trị, an ninh và phúc lợi của con người. Năm 1948, trong cuộc Nội chiến ở Costa Rica, bà bị giam cầm tại Mục sư El Buen và bị đày đến Panama. Bà tham gia phong trào nữ quyền ở đó và làm giáo viên tiếng Tây Ban Nha ở Vùng Canal và cũng dạy tiếng Anh tại Học viện Quốc gia. Khi ở Panama, bà tham gia các khóa học nâng cao về gốm sứ và điêu khắc.
Khi bà có thể trở lại Costa Rica trong phần đầu của thập niên 1970, Rodríguez bắt đầu làm việc cho Viện Nhà ở và Đô thị Quốc gia (INVU). Giữa năm 1970 và 1974, bà làm việc tại các khu phố phía nam của San José, đấu tranh cho nhà ở phù hợp cho người nghèo và một khu phố sau đó được đặt tên để vinh danh bà ở đó.
Rodríguez đã kết hôn ba lần. Nhiều tác phẩm của bà đã được xuất bản dưới tên Corina Rodriguez López de Cornick. bà mất vào ngày 8 tháng 11 năm 1982 tại San José, Costa Rica. Năm 2007, bà được giới thiệu vào Phòng trưng bày Phụ nữ tại Viện Phụ nữ Quốc gia.